# Rużica (obwód Jamboł)
Rużica (bułg. Ружица) – wieś w południowo-wschodniej Bułgarii, w obwodzie Jamboł, w gminie Bolarowo. Według danych Narodowego Instytutu Statystycznego, 31 grudnia 2011 roku wieś liczyła 106 mieszkańców.

## Urodzeni w Rużicy
- Iwan Stankow – zooinżynier, Minister Rolnictwa i Żywności